# Гуннероцветные
Гуннероцветные (лат. Gunnerales) — по современной классификации APG IV порядок цветковых растений, включающий 2 монотипных семейства с единственным родом в каждом, и 67 ботанических видов. Порядок входит в дочернюю кладу Эвдикоты клады Цветковые растения.

## Классификация
В системе классификации Кронквиста Гуннеровые отнесены к порядку Сланоягодникоцветные (Haloragales), а Миротамновые — к порядку Гамамелисоцветные (Hamamelidales).

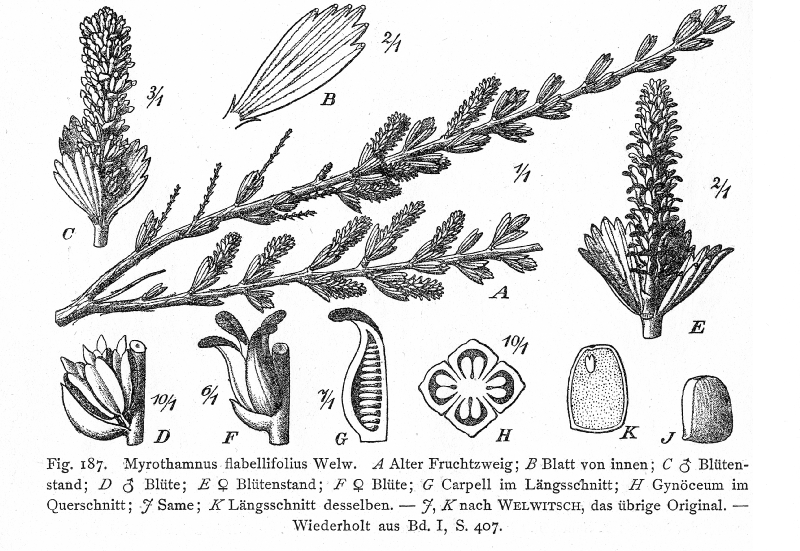
Myrothamnus flabellifolia. Ботаническая иллюстрация из книги Адольфа Энглера Vegetation der Erde (1915) v. 9 Bd. III, Heft 1. Fig. 187.

В современной таксономической системе классификации цветковых растений APG IV (2016) этот порядок включает 2 монотипных семейства, каждое из которых состоит из единственного рода:
- Гуннеровые (Gunneraceae), включающее род Гуннера и 65 видов
- Миротамновые (Myrothamnaceae), включающее род Миротамнус и 2 вида

### Таксономическое положение[2]
- Gunnerales Takht. ex Reveal, 1992, Novon 2(3): 239

Порядок Гуннероцветные включается в дочернюю кладу Эвдикоты клады Цветковые растения. Кладограмма в соответствии с Системой APG IV:
|  |                          |  |                                   | порядок Гуннероцветные |  | 2 семейства |  | 2 рода |  | 67 видов |
|  |                          |  |                                   | порядок Гуннероцветные |  | 2 семейства |  | 2 рода |  | 67 видов |
|  | клада Цветковые растения |  |                                   |                        |  |             |  |        |  |          |
|  |                          |  |                                   |                        |  |             |  |        |  |          |
|  |                          |  | ещё 63 порядка цветковых растений |                        |  |             |  |        |  |          |
|  |                          |  |                                   |                        |  |             |  |        |  |          |